# De Havilland Hercules
O De Havilland DH.66 Hercules foi um avião de passageiros trimotor da década de 1920, construído pela De Havilland Aircraft Company.

## Contexto histórico
Em 1924 a British Airlines fundiu-se para formar a Imperial Airways. Em 1927 a Imperial tomou conta da rota do Cairo até Karachi, e era necessário um novo avião para esta tarefa. Assim, foi desenhado especificamente para esta rota – o DH.66 Hercules (G-EBMW nomeado mais tarde de “Cidade do Cairo” pelo rei Faud de Egipto).
A produção deste modelo de avião comercial revelou ser uma magistrosa meta atingida pela Inglaterra na década de 20. O DH.66 Hercules esteve mais de 10 anos em serviços e o último avião construído serviu a África do Sul até 1943. Para além de serviços de correio áero, o modelo desempenhou diversas tarefas, desde passeios de diversão a transporte de 14 passageiros pela Austrália e até o lançamento de poeiras arsénicas em missões de forças aéreas na II Guerra Mundial.

## Factos
- Em 1926 uma revista lançou o concurso para a nomeação do avião - “Hercules” foi a escolha;
- No total foram onze os DH.66 construídos na pista De Havilland – Middlesex;
- Três motores foram incluídos para minimizar perdas de poder nas descolagens/aterragens;
- Em 1942, um avião DH.66 comprado pela Austrália foi destruído por forças Japonesas na Nova Guiné;
- Três aviões foram vendidos à África do Sul para completar serviços de correio em toda a África durante a II Guerra Mundial;
- Apesar de ser projectado especificamente para o Cairo à rota de Karachi, o DH.66 foi requisitado por diversos países e desempenhou serviços no Médio Oriente, África, Ásia, Austrália e Nova Zelândia;
- A missão de enviar o correio por meio aéreo estabeleceu uma alternativa definitiva relativamente aos meios aquáticos ou terrestres existentes;
- O quinquagésimo aniversário foi comemorado em 1981 pela introdução de dois selos Australianos, que descrevem um selo de 1931 emitido para comemorar os voos de Charles Kingsford Smith.

## Operadores
- África do Sul
- Austrália
- Reino Unido

## Ficha Técnica

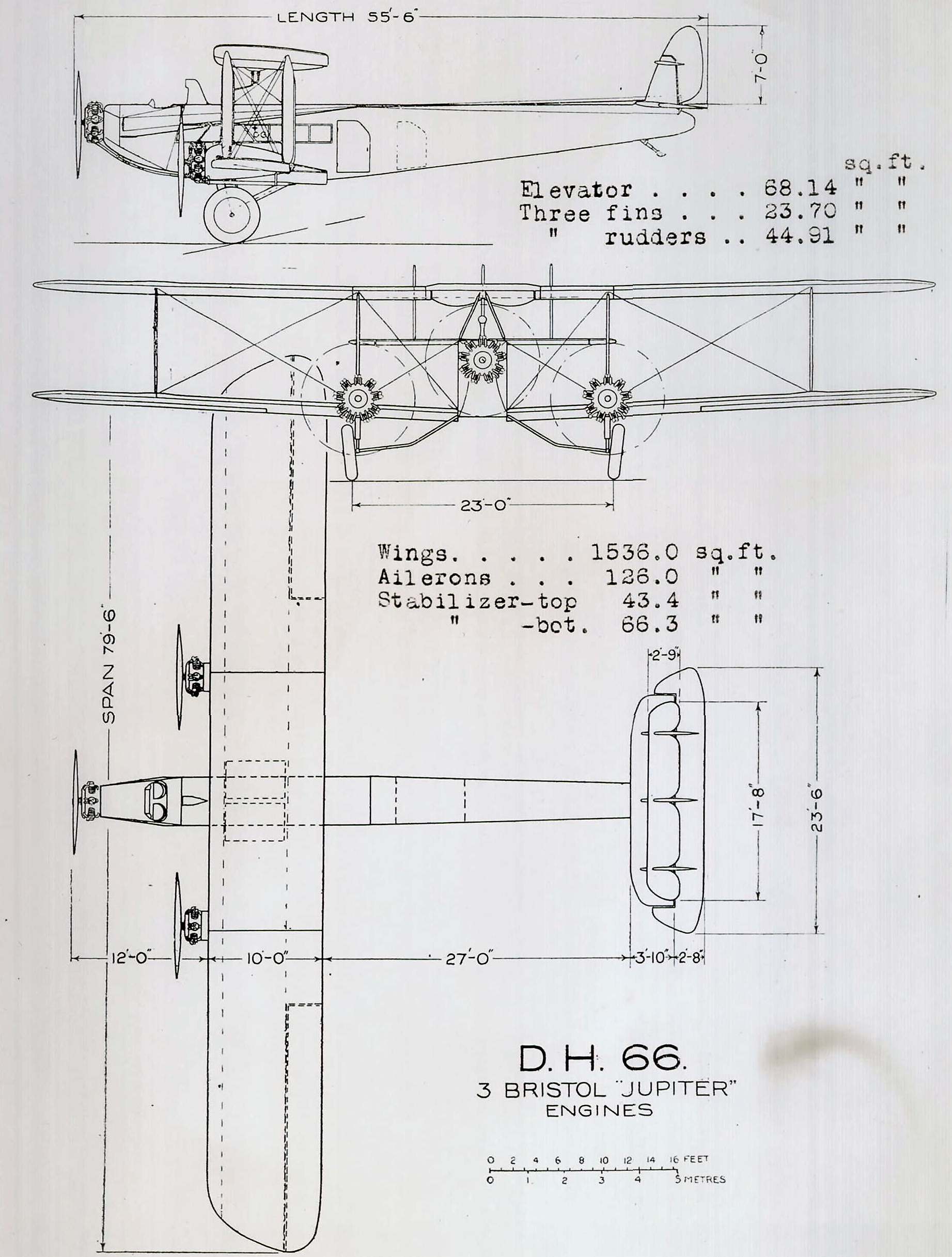
De Havilland DH.66

- Tipo de modelo: Linha aérea de médio alcance
- Central Eléctrica: 3 Motores radiais do modelo Bristol Jupiter VI (1 motor no nariz e outros 2 nas asas inferiores), com 313 kW de potência e refrigeração de ar a 9 cilindros
- Velocidade máxima: Aproximadamente 206 km/h
- Velocidade de cruzeiro: Até 177 km/h
- Taxa de escalada inicial: Até 233 m/min
- Serviço de manutenção da bateria: Aos 3962 metros
- Dimensões
  - Extensão 24,23 m
  - Comprimento 16,92 m
  - Altura 5,56 m
  - Área da asa 143.7m2
- Peso: Vazio até 4110 kg. Máximo para descolagem até 7103 kg
- Ailerons: somente nos planos inferiores
- Capacidade: 3 Grupos: 2 pilotos, 7 passageiros e correio até 13.2 m
- Asas: 2 Asas com caixas de madeira espaçadas e reforços requintados
- Fuselagem: Construção rectangular em aço tubular com 2 grandes caixas de madeira compensadas e suspendidas para dentro, dando a forma ao compartimento da cabine/bagagem
- Cor: Todo revestido em prata
- Cauda: Cauda grande do biplano com 3 telas, abaixo destas, um patim suporta a fuselagem traseira. Elevadores situados na superfície inferior onde três planos interconectam as duas superfícies com três lemes